# Liste der Monuments historiques in Dammartin-les-Templiers
Die Liste der Monuments historiques in Dammartin-les-Templiers führt die Monuments historiques in der französischen Gemeinde Dammartin-les-Templiers auf.

## Liste der Objekte
| Bezeichnung               | Beschreibung                            | Standort                       | Kennzeichnung | Schutzstatus | Datum | Bild |
| ------------------------- | --------------------------------------- | ------------------------------ | ------------- | ------------ | ----- | ---- |
| Skulptur Madonna mit Kind | Holz, 16. Jahrhundert                   | in der Kirche St-Martin (Lage) | PM25000635    | Classé       | 1908  |      |
| Taufbecken                | Stein, 16. Jahrhundert, bezeichnet 1764 | in der Kirche St-Martin (Lage) | PM25000636    | Classé       | 1908  |      |